# Amnah El Trabolsy
Amnah El Trabolsy (* 28. April 1985 in Alexandria) ist eine ehemalige ägyptische Squashspielerin. 

## Karriere
Amnah El Trabolsy war von 2003 bis 2007 auf der WSA World Tour aktiv. Ihre höchste Platzierung in der Weltrangliste erreichte sie mit Position 41 im Februar 2004. In ihrer Juniorenkarriere erreichte sie 2003 das Finale der Weltmeisterschaft in Kairo, welches sie gegen ihre Landsfrau Omneya Abdel Kawy mit 0:9, 6:9 und 4:9 verlor. Mit der ägyptischen Nationalmannschaft nahm sie 2006 an der Weltmeisterschaft teil und wurde Vizeweltmeister. Bei den Afrikaspielen 2003 gewann sie im Einzel die Bronze- und im Mannschaftswettbewerb die Goldmedaille.

## Erfolge
- Vizeweltmeister mit der Mannschaft: 2006
- Afrikaspiele: 1 × Gold (Mannschaft 2003), 1 × Bronze (Einzel 2003)